# Израильско-ливанский мирный договор (1983)
Израильско-ливанский мирный договор 1983 года (Соглашение 17 мая) — договор об отводе войск и прекращении состояния войны между Израилем и Ливаном, подписанный при посредничестве США 17 мая 1983 года. Расторгнут Ливаном 4 марта 1984 года.

## Предшествующие события
После арабо-израильской войны 1947—1949 годов, сопоровождавшейся массовым исходом или изгнанием арабского населения Палестины, Ливан стал одной из основных стран, принявших у себя палестинских беженцев. Со временем Ливан превратился в опорный пункт боевых палестинских организаций, развернувших на его территории учебные лагеря и использовавших её для атак против Израиля. Израиль отвечал неоднократными вторжениями на территорию Ливана, крупнейшим из которых стала Ливанская война 1982 года, окончившаяся ликвидацией присутствия палестинских вооружённых формирований на территории Ливана.
Ближе к концу Ливанской войны был убит только что избранный президент Ливана Башир Жмайель, что повлекло за собой ввод израильских войск в Бейрут и массовое убийство жителей палестинских лагерей Сабра и Шатила преданными клану Жмайелей христианами-фалангистами, винившими в его гибели палестинцев. Новым президентом Ливана был избран брат Башира Амин Жмайель.

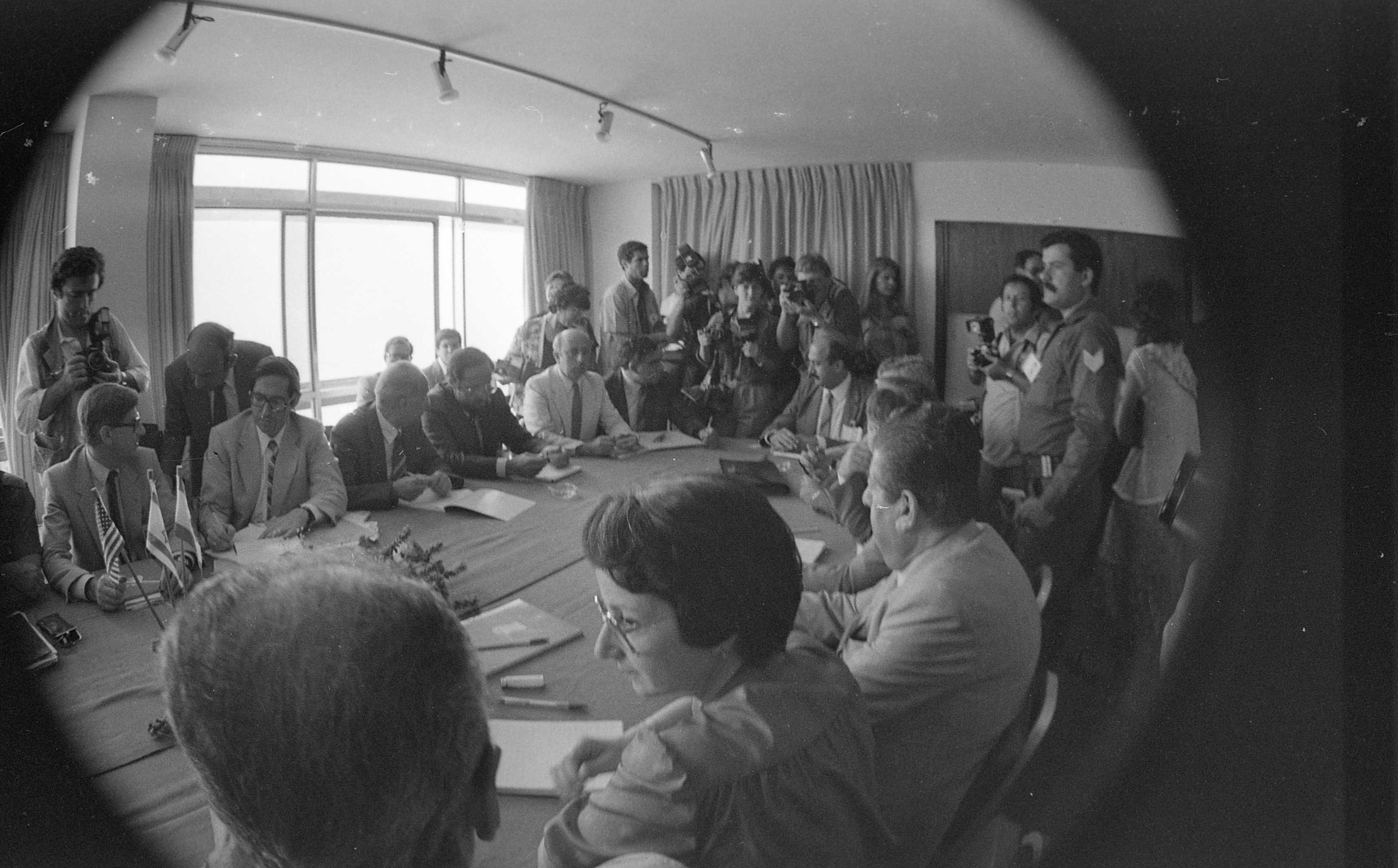
Переговоры в Нетании

Правительство Жмайеля начало, при посредничестве США, активные контакты с правительством Израиля с целью заключения мира. Начиная с 28 декабря 1982 года стороны провели свыше 35 раундов переговоров в Кирьят-Шмоне, Нетании и Халде, за которыми последовал десятидневный визит в регион госсекретаря США Джорджа Шульца. Благодаря американскому посредничеству представители Израиля и Ливана подписали 17 мая 1983 года договор об отводе войск и прекращении состояния войны между Израилем и Ливаном.

## Условия договора
- Стороны признают политический суверенитет и территориальную целостность друг друга и существующую международную границу между Израилем и Ливаном.
- Состояние войны между Израилем и Ливаном прекращается.
- Израиль обязуется вывести все свои войска с территории Ливана в течение 8-12 недель с момента вступления договора в силу.
- Стороны обязуются решать спорные вопросы мирным путём в соответствии с нормами международного права
- К северу от международной границы между Израилем и Ливаном создаётся зона безопасности под контролем правительства Ливана. Правительство Ливана обязуется предотвращать враждебную по отношению к Израилю деятельность в этой зоне и проникновение в неё без разрешения вооружённых людей или оружия. Полицейские подразделения, подчинённые правительству Ливана и размещённые в зоне безопасности (без ограничения их численности), будут вооружены только лёгким стрелковым оружием. Оговаривается также использование этими силами бронированных транспортных средств. Армия Ливана будет представлена в зоне безопасности силами двух бригад с полагающимся по штату вооружением, включая системы ПВО. Специально оговаривается возможность присутствия в зоне безопасности дополнительных ливанских сил в случае проведения учений. Местные вооружённые группировки должны быть интегрированы в состав армии Ливана и подчиняться армейской дисциплине. В пределах 10-километровой зоны к северу от границы размещение радаров (помимо радаров гражданской авиации) обусловлено согласием совместной израильско-ливанской комиссии по безопасности. Радиус действия радаров не должен распространяться на израильскую сторону границы. Ливанская сторона обязуется информировать заранее о любых полётах в пределах зоны безопасности.
- Территории сторон не будут использоваться для агрессивной и террористической деятельности против территории или населения противоположной стороны. Стороны обязуются предотвращать создание вооружённых банд, иррегулярных войсковых соединений и инфраструктуры в целях проникновения на территорию противоположной стороны и других действий, ставящих под угрозу её безопасность и безопасность её населения. Стороны обязуются воздерживаться от организации, подтрекательства или участия в актах агрессии по отношению к противоположной стороне, её населению или имуществу. Стороны также отказываются от использования территории друг друга для военных действий против других стран и от вмешательства во внешнюю и внутреннюю политику друг друга.
- Любая агрессивная пропаганда по отношению к другой стороне прекращается одновременно с окончанием состояния войны.
- Стороны обязуются препятствовать проникновению на свою территорию, в территориальные воды и воздушное пространство вооружённых формирований или вооружения стран, находящихся в конфликте со второй стороной.
- Создаётся совместная посредническая комиссия при участии представителей США. В ведении комиссии будет развитие отношений между сторонами, включая вопросы перемещения товаров и отдельных лиц. Совместная комиссия по безопасности будет частью этой посреднической комиссии. Вопросы трактовки положений договора в случае возникновения расхождений в их понимании будут находиться в ведении посреднической комиссии.
- Каждая сторона получает год с момента вступления договора в силу для разрыва договоров и соглашений, входящих с ним в противоречие. Стороны обязуются не заключать новых соглашений и не принимать новых законов, противоречащих данному договору.
- Договор должен быть ратифицирован сторонами в соответствии с их законодательством. Положения договора могут быть изменены, а сам договор отменён по обоюдному согласию сторон.

В дополнении к Договору, посвящённом вопросам безопасности, предполагалось включение уже существующих южноливанских военных формирований, в частности, Армии Южного Ливана (АЮЛ), в состав подразделений ливанской армии, дислоцирующихся в этом районе. Как вспоминает Хаим Герцог, несмотря на серьёзные первоначальные возражения ливанской стороны, на момент подписания Договора им предусматривалось назначение командующего АЮЛ Саада Хаддада заместителем командующего ливанского Южного военного округа и ответственным за разведку.

## Последующие события
Подписанный Амином Жмайелем мирный договор не был утверждён ливанским парламентом. Сыграло свою роль давление Сирии, контролировавшей значительную часть территории страны (что противоречило требованиям договора, предусматривавшего отказ от нахождения на территории Ливана войск враждебных Израилю стран). Также важным аспектом было негативное отношение к некоторым положениям договора, в особенности о создании буферной зоны на территории Ливана, и в целом к вопросу заключения сепаратного мира с Израилем со стороны антиизраильских сил в ливанской политике.
В июле под контролем Сирии был создан Национальный фронт спасения, возглавляемый друзским лидером Валидом Джумблатом, просирийски настроенным экс-президентом Ливана Сулейманом Франжье и бывшим премьером Ливана, суннитом Рашидом Караме. В Ливане снова начал разворачиваться межконфессионный конфликт, приведший в феврале 1984 года к развалу ливанских вооружённых сил. В итоге Жмайель, неспособный выполнить свою часть условий договора, объявил 5 марта о его одностороннем расторжении в обмен на гарантии безопасности со стороны президента Сирии Хафеза Асада. В июле 1984 была эвакуирована израильская дипломатическая миссия в Бейруте, находившаяся там ещё до подписания договора. В 1985 году  Израиль, также в одностороннем порядке, отвёл большинство своих войск с территории Ливана, оставив в буферной зоне относительно небольшой контингент, поддерживаемый силами «Армии Южного Ливана». 
Полный вывод израильских войск, сопровождавшийся также уходом сил АЮЛ и коллапсом буферной зоны, состоялся в мае 2000 года. Совет Безопасности ООН признал, что израильское присутствие на суверенной территории Ливана полностью прекращено, однако Ливан продолжает предъявлять претензии на небольшой участок территории, до 1967 года контролировавшийся Сирией и известный как фермы Шебаа.